# Thomas Quinn Curtiss
Thomas Quinn Curtiss (* 21. Juni 1915 in New York City, New York; † 17. Juli 2000 in Poissy, Frankreich) war ein US-amerikanischer Film- und Theaterkritiker sowie Autor. Er war mehrjähriger Lebensgefährte des deutschen Schriftstellers Klaus Mann.

## Karriere
Der Sohn von Roy A. Curtiss und Ethel Quinn wuchs in New York City auf. Anfang der 1930er Jahre ging er nach Europa, um in Wien und Moskau Film und Theater zu studieren; unter anderem war er während seiner Zeit in Moskau Schüler von Sergei Eisenstein.
Bei Ausbruch des Zweiten Weltkriegs trat Curtiss in das 7. New Yorker Regiment der US Army ein. Im Jahre 1944 war er in Europa im Hauptquartier der alliierten Streitkräfte (SHAEF) stationiert, später dann bei der 8th Air Force, wo er die geheime Filmbibliothek der deutschen Luftwaffe in den Besitz der Alliierten brachte. Für diese Leistung wurde er von General Charles de Gaulle mit dem Orden der Ehrenlegion ausgezeichnet.
Nach dem Krieg begann Curtiss’ Laufbahn als Film- und Theaterkritiker. Unter anderem von Paris aus berichtete er für die angesehensten internationalen englischsprachigen Zeitungen wie die New York Herald Tribune, die New York Times, das renommierte Kulturmagazin Variety, vor allem aber für die International Herald Tribune, über die internationale Film- und Theaterszene.
Quinn Curtis ist Autor mehrerer Bücher, einschließlich einer Biographie über den von ihm seit Jugendtagen verehrten Erich von Stroheim. Für die Leinwandadaption von Eugene O’Neills Theaterstück Der Eismann kommt, die 1973 mit dem Titel The Iceman Cometh in die Kinos kam, verfasste er das Drehbuch.

## Beziehung zu Klaus Mann
Im Sommer 1937 lernte er in Budapest den deutschen Schriftsteller Klaus Mann kennen und begleitete ihn auf seinen Reisen durch Europa. Die Beziehung hielt mehrere Jahre und gilt als die einzige längere Beziehung von Klaus Mann, wurde aber von „Tomski“ (so die Bezeichnung in den Tagebüchern des Literaten) wegen Klaus Manns anhaltender Opiatsucht beendet. Die Novelle Vergittertes Fenster (über den Freitod von Ludwig II.) des deutschen Schriftstellers ist seinem amerikanischen Lebensgefährten gewidmet.
In der Dokudrama-Miniserie Die Manns – Ein Jahrhundertroman (2001) ist der betagte Quinn Curtis als Zeitzeuge in Interviews zu sehen, innerhalb der Handlung wird er von Torben Liebrecht gespielt.

## Schriften
- (Hrsg.): The Magic Mirror. Selected Writings On The Theatre. Knopf, New York 1960.
- Von Stroheim. Vintage, New York 1973, ISBN 0-394-71898-4.
- The Smart Set: George Jean Nathan and H. L. Mencken. Applause, New York 1998, ISBN 1-55783-312-5.